# Municipale (film)
Pour plus de détails, voir Fiche technique et Distribution.
Municipale est un film français réalisé par Thomas Paulot et sorti en 2021. 

## Synopsis
À Revin, dans les Ardennes, un inconnu - un comédien sollicité par le cinéaste - présente sa candidature et son programme lors de la campagne des élections municipales en 2020.

## Fiche technique
- Titre : Municipale
- Réalisation : Thomas Paulot
- Scénario :  Thomas Paulot, Ferdinand Flame et Milan Alfonsi
- Photographie : Thomas Paulot
- Son : Juliette Mathy
- Montage : Rémi Langlade
- Production : L'Heure d'été
- Distribution : Rezo Films
- Pays de production :  France
- Genre : documentaire
- Durée : 110 minutes
- Dates de sortie : France - juillet 2021 (Festival de Cannes) ; 26 janvier 2022 (sortie nationale)

## Distribution
- Laurent Papot

## Sélection
- Festival de Cannes 2021 (programmation de l'ACID)[1]